# タワー42

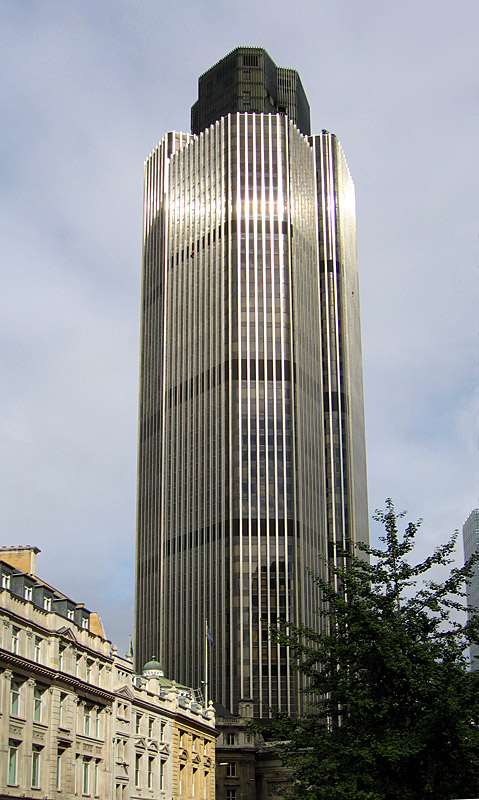
タワー42　長らくシティ・オブ・ロンドンで最も高い超高層ビルであった

タワー42（Tower 42, たわーふぉーてぃーとぅ）は、イギリス・ロンドンのシティ・オブ・ロンドンに位置する超高層ビルである。
かつてはロンドン全体でも最高層のビルであり、その後も長らくシティ・オブ・ロンドンでは最高層のビルであった。もともとはナショナル・ウエストミンスター銀行（略称: ナットウェスト）のために建設されたものであり、当初は「ナットウエスト・タワー」という名称であった。上空から見たこのビルは、3つの山形紋が6角形を形作るナショナル・ウエストミンスター銀行のロゴマークを模した形をしている。タワーはイギリスの建築家リチャード・セイファートによるデザインで、オールド・ブロード・ストリート25番地に位置している。タワーの建設は1971年から1979年まで行われ1980年に開業、総工費は7200万ポンドであった。

## 沿革
タワーは183メートル（600フィート）の高さを誇り、1990年にドックランズでワン・カナダ・スクウェアが竣工するまでイギリスで最も高い建築物であった。
シティ・オブ・ロンドン初の超高層ビルという地位は、ナショナル・ウエストミンスター（通称ナットウエスト）銀行にとって大成功となったが、当時ロンドンが設けていた建造物の制約を大幅に逸脱した建物であったため、極度に論争を呼ぶものでもあった。建物は、かなり強固であるものの著しく利用可能なオフィス空間を制限したカンチレバー構造のフロアである、巨大なコンクリート軸を基礎として建設が行われた。オープンして間もない頃はこの点に関して特に考慮されなかったものの、その後シティ・オブ・ロンドンで起こったビッグバンが銀行における通商のあり方を変化させ、タワーは取引を行う広いフロアが不足していたために時代遅れの建物となってしまった。このカンチレバーは、タワーが唯一発展した建物であるとして建設を許された際、隣接する銀行の建物を尊重する一方で、タワーとその近隣に認められている空間権をうまく利用するため建設されたものだった。またタワーは短い期間、世界で最も高いカンチレバー構造の建物として君臨した。
1993年4月24日、IRA暫定派がシティ・オブ・ロンドンの一角をなすビショップ・ゲート地域一帯で、大量のトラック爆弾を爆発させる事件が起きた。この爆弾は、ナットウエスト・タワー（当時の名称）とその近隣にあった他の多くの建造物まで広範囲に渡って損害を与え、10億ポンド以上に値する被害をもたらした。タワーは深刻な被害に見舞われ、建物全体の再建と内部の改装を余儀なくされた（取り壊しならばかなり困難を極め、かつ高額だったとされている）。改装後、ナショナル・ウエストミンスター銀行は以降はタワーを占有しないことで決定を下し、タワーの名称を「インターナショナル・フィナンシャル・センター」と変えて建物を売り出した。その後建物は購入され、新たな所有者となったイギリスの小さな不動産会社、グレイコート社は建物が42階あることから名称を「タワー42」と正式に改称したのである。現在タワーは多目的のオフィスビルとして、複数の企業により所有されている。
タワーは最上階である42階に、「バーティゴ42」というシーフードとシャンパンを中心としたバーを有している。その高さは西向きでロンドン中心部とそれを越えた場所まで一望できる、最高の眺めを顧客に提供している。

## 概要

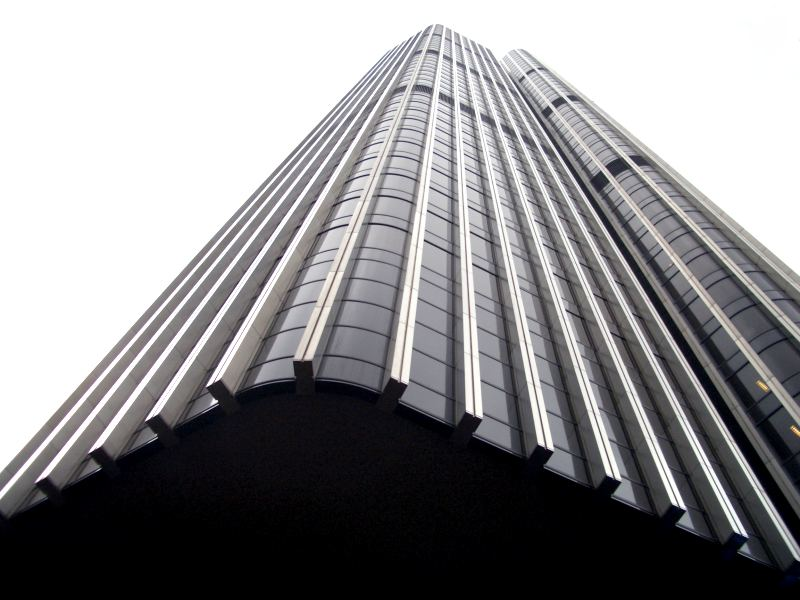
地上から見上げたタワー42

- タワー42は10年の間、ロンドンとイギリス全体で最も高い建造物という座に就いていた。1980年の完成にあたり、それまで最も高いとされていたロンドン、フィッツロビアのクリーブランド・ストリート60番地に位置している電波塔、BTタワー（建物自体の高さ175メートル／574フィート）から最高建築物の称号を奪ったのである。
- その後1990年にワン・カナダ・スクウェア（カナリー・ワーフ）がタワー42の高さを追い越し、タワーが10年に渡って君臨していたイギリスで最も高い建造物という地位を終わらせた。2011年には高さ230メートルというヘロン・タワー（英語版）（110ビショップスゲート）にシティ最高層のビルの座を奪われ、その後も22ビショップスゲート（英語版）、122レドンホール・ストリート（英語版）（チーズグレーター）、8ビショップスゲート（英語版）などの新しいビルがタワー42よりも高くなっている。
- タワー42は、24階に位置しイギリスで高名なシェフであるゲイリー・ローズ運営の「ローズ・トゥエンティーフォー」と、42階に位置しシャンパン・シーフードを基本としたバーである「バーティゴ42」の、2つのレストランを所有している。
- 「42」階あるタワーはその数字が「生命、宇宙、そして万物についての究極の疑問の答え」に関連するという理由で、地球の破滅をもたらすものの一つとしてイギリスのテレビドラマシリーズ、「銀河ヒッチハイク・ガイド」に登場した。
- またイギリスのテレビ番組「トップ・ギア」の4回目のレースは、ジェレミー・クラークソンがリチャード・ハモンドとジェームス・メイを破りバーティゴ42のシーンで終了した。この時クラークソンはブガッティ・ヴェイロンに、メイは自家用のセスナ 182に乗り込み、イタリア北部トリノ近郊の都市、アルバからレースを行って、タワー42でゴールを迎えた。